# Місто Ромни — 1100 років
«Мі́сто Ромни́ — 1100 ро́ків» — ювілейна монета номіналом 5 гривень, випущена Національним банком України, присвячена стародавньому місту-фортеці, що захищала східні кордони Київської Русі від нападів половців. Перша згадка про місто Ромни з'являється у Лаврентіївському літописі під 1096 роком. Нині це районний центр Сумщини розташований на правому березі річки Сули.
Монету введено в обіг 26 червня 2002 року. Вона належить до серії «Стародавні міста України».

## Опис монети та характеристики
| Номінал грн. | Метал      | Маса, г | Діаметр, мм | Якість виготовлення | Гурт     | Тираж, штук |
| ------------ | ---------- | ------- | ----------- | ------------------- | -------- | ----------- |
| 5            | нейзильбер | 16,54   | 35,0        | звичайна            | рифлений | 30 000      |

### Аверс
На аверсі монети розміщено малий Державний Герб України та стилізовані написи: «УКРАЇНА», «2002» (угорі) і «5», «ГРИВЕНЬ» (унизу), а також зображено стилізовані квіти та півні, що є елементами вишивки на Сумщині та логотип Монетного двору Національного банку України.

### Реверс

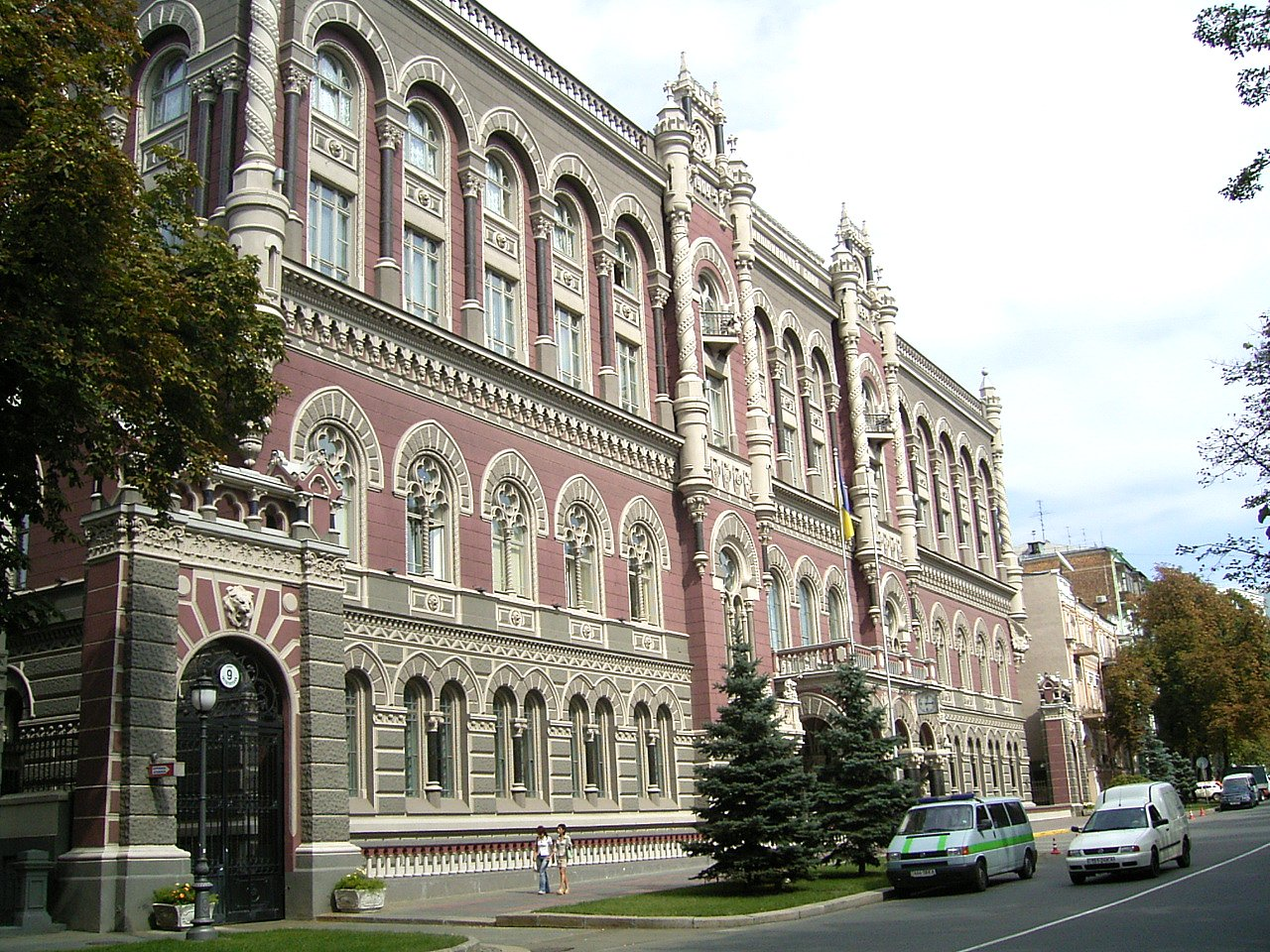
Будівля Національного банку України

На реверсі монети у верхній частині монетного поля та між написами по колу: «РОМЕН — РОМНИ» розміщено стародавній та сучасний герби міста на тлі барочного картуша з написом: «1100» / «РОКІВ»; у нижній частині монетного поля розміщено колаж із зображенням пам'яток архітектури та сучасних споруд.

## Автори
- Художник — Кочубей Микола.
- Скульптор — Атаманчук Володимир.

## Вартість монети
Під час введення монети в обіг 2002 року, Національний банк України розповсюджував монету через свої філії за номінальною вартістю — 5 гривень.
Фактична приблизна вартість монети, з роками змінювалася так:
| Рік        | 2010 | 2011 | 2012 | 2013 | 2014 | 2015 | 2016 | 2017 | 2018 | 2019 | 2020 | 2021 | 2022 | 2023 | 2024  | 2025  |
| ---------- | ---- | ---- | ---- | ---- | ---- | ---- | ---- | ---- | ---- | ---- | ---- | ---- | ---- | ---- | ----- | ----- |
| Ціна, грн. | 120  | 150  | 160  | 180  | 220  | 270  | 450  | 490  | 550  | 500  | 480  | 500  | 520  | 870  | 1 150 | 1 100 |